# Společenství baptistických sborů
Společenství baptistických sborů (ve zkratce SBS) je svazem sborů, které pojí baptistické kořeny. Čerpají z odkazu radikální reformace a vycházejí z tradice svobodných církví. Jsou úzce spjaty s počátky baptistického hnutí na českém území v 19. století a hlásí se k celosvětovému baptistickému hnutí. Od svého vzniku do současnosti (2023) je tvořeno jediným sborem Na Topolce (v Praze-Podolí).

## Dějiny a současnost
Baptisté vzešli z anglické reformace 16. století. První baptistický sbor byl založen roku 1609 v Amsterdamu skupinou anglických separatistů shromážděných okolo Johna Smythe a Thomase Helwyse. Na českém území vznikl první baptistický sbor v Hleďsebi u Veltrus v roce 1885, v jehož čele stál Jindřich Novotný. V následujících letech vznikaly další sbory na Moravě i na Slovensku. Po vzniku československé republiky se v roce 1919 ustavily ve svaz s názvem Bratrská jednota Chelčického. S nástupem komunistického režimu byl název změněn na Bratrská jednota baptistů. Po rozpadu Československa se svaz v roce 1994 rozdělil na dvě denominace působící v obou republikách samostatně. Roku 2019 se od Bratrské jednoty baptistů odloučil sbor Na Topolce a utvořil samostatnou denominaci Společenství baptistických sborů, zachovávající původní povahu svazu (zatímco Bratrská jednota baptistu má povahu církve).

## Baptistická duchovní tradice
Duchovním základem baptistů sdružených ve Společenství baptistických sborů je přesvědčení, že Ježíš Kristus je jedinou a absolutní autoritou ve všech věcech víry a života na základě Písma a každý sbor má svobodu vykládat a uplatňovat Jeho zákony. Víra má osobní rozměr; je vyjádřena ve vyznavačském křtu. Osobní přijetí daru víry vede k radikálnímu učednictví podle vzoru Ježíše Krista. Typickým rysem baptistické tradice je svoboda svědomí, která se uplatňuje v duchovní svobodě mezi sbory i jednotlivci. Sbory mají kongregační charakter, spravují se samostatně bez centrálního řízení. Dávají důraz na odluku církve a státu, která vychází z přesvědčení o svrchované vládě Ježíše Krista nad církví. Poslání každého křesťana dle baptistického pojetí tkví ve svědectví o Kristově vládě, které má misijní a diakonický rozměr.

## Organizační uspořádání
Společenství baptistických sborů se spravuje kongregačně. Není definováno jako církev, ale je svazem místních církví. Za církev je považováno každé místní společenství věřících, každý jednotlivý sbor.

## Osobnosti
Osobnosti, jejichž teologické myšlení formovalo Společenství baptistických sborů:
- Jindřich Novotný (1846–1912) – průkopník baptistické duchovní tradice v českých zemích[4]
- Václav Králíček (1866–1929) – kazatel a šiřitel baptistických myšlenek osvětovou a literární činností
- František Kolátor (1877–1962) – redaktor baptistických publikací, novinář a překladatel z anglického jazyka[5]
- Józa Novotný (1886–1966) – autor řady baptistických spisů[6]
- Jindřich Procházka (1890–1961) – přední český baptistický myslitel a kazatel
- Petr Macek (teolog) (*1943) – přední současný český baptistický myslitel a teolog